# 孔基加納克 (阿拉斯加州)
孔基加納克（英語：Kongiganak）是位於美國阿拉斯加州貝塞爾人口普查區的一個非建制地區和人口普查指定地區。根據2010年美國人口普查，該地人口為439人，而該地的面積約為4.80平方千米。

## 地理
孔基加納克的座標為59°57′14″N 162°53′43″W / 59.95389°N 162.89528°W，而該地的平均海拔高度為6米（即20英尺）。